# Локомотиви БДЖ 1918 и 1 TL
Локомотивите 1918 и 1919са единствените двуосни нормалнорелсови с парна тяга, притежавани от БДЖ. Строени са от германската локомотивна фабрика Ханомаг - Хановер. Първият локомотив (№ 1918) е доставен през 1887 г. за нуждите на строежа на линията Цариброд-София-Вакарел. След завършване на строителството локомотивът е продаден на железниците и зачислен с № 1918 (фабричен номер, приет за експлоатационен). Вторият локомотив е закупен от БДЖ през 1889 и му е даден експлоатационен № 1ТL. Повече от 20 години по-късно получава № 1919.
Това са първите тендерни локомотиви в БДЖ и единствени до 1897 г., когато започва доставката на локомотивите серия 47.00. Те са и първите локомотиви с работно налягане на котела 12 kg/sm2. Водеща е втората колоос. Локомотивът е с ръчна спирачка, действаща на първата ос. Впоследствие е снабден и с парна спирачка, действаща на същата колоос. Тъй като локомотивът няма тендер водните резервоари са разположени от двете страни на котела. Въглищата се намират в специален бункер от ляво на локомотива в част от водния резервоар.
Двата локомотива работят непрекъснато при строителство на нови жп линии и удвояване на съществуващите. Бракувани са през 1921 г. Тяхното просто устройство, голяма маневреност, съчетана с леко обслужване доказват сполучливостта им за подвоз на материали, возене на работни влакове с 3 – 4 вагона по новоположен и неукрепен железен път. Така те оцеляват до 70-те години, работейки до последно.